# France 5
France 5 ist ein öffentlich-rechtlicher Fernsehsender Frankreichs, der zu France Télévisions gehört. Er sendet prinzipiell nur Bildungsprogramme, zu dem z. B. Dokumentationen und Fernsehdiskussionen gehören. Es finden sich im Gegensatz zu France 2 und France 3 normalerweise keine Spielfilme im Programm.
Der Sender nahm den Sendebetrieb 1994 auf, nachdem der Privatsender La Cinq eingestellt worden war. Anfangs teilte sich France 5 die Frequenzen mit arte und sendete daher nur bis 19 Uhr über das terrestrische Netz (24 Stunden über Kabel und Satellit), mittlerweile bietet der Sender jedoch ein 24-Stunden-Programm an.

## France 5 in Deutschland
France 5 ist in Grenzgebieten über digitale Antenne zu empfangen sowie bundesweit teilweise im digitalen Kabel empfangbar.
Das Programm France 5 kann ebenso wie die anderen ca. 18 Programme des TNT (télévision numérique terrestre – terrestrisches digitales Fernsehen entsprechend DVB-T in Deutschland) digital über  den ASTRA per TNT SAT und seit Juni 2009 über Atlantic Bird 3 per FRANSAT empfangen werden. Der Empfang ist kostenlos, allerdings wird sowohl für TNT SAT als auch für FRANSAT je ein spezieller Receiver mit einer Viaccess-Karte benötigt. Receiver und Karte (vier Jahre gültig) kosten ca. 100 bis 140 Euro (Stand Juni 2009) und sind aus urheberrechtlichen Gründen ausschließlich in Frankreich erhältlich.

## Programme ausgestrahlt auf France 5

### Dokumentation
- J’ai vu changer la Terre
- Sale temps pour la planète
- Les routes de l’impossible
- Fourchette & sac à dos
- J’irai dormir chez vous
- Vu sur Terre
- Des trains pas comme les autres
- Le doc sauvage
- Stasi, un etat contre son peuple

### Magazine
- Allo docteurs
- C dans l’air
- C à vous
- C à dire?!
- C politique
- C’est notre affaire
- C’est notre histoire
- Echappées belles
- Empreintes
- Entrée libre
- L’emploi par le net
- La Grande Librairie
- La Maison France 5
- Le Doc du dimanche
- Le Magazine de la santé
- Les escapades de Petitrenaud
- Les Maternelles
- Médias, le magazine
- On n’est pas que des cobayes
- Revu et corrigé
- Silence, ça pousse !

### Jugendprogramm
- Zouzous

### Cartoons
- das Cartoons fon KiKA
- Bali (Zeichentrickserie)
- Ben & Hollys kleines Königreich
- Bob der Baumeister
- Caillou
- Dessine avec Piwi!
- Dino-Zug
- Hamtaro
- Hello Kitty
- Kati und Mim-Mim
- Kim Possible
- Les Vacances de Piwi!
- Little Charmers
- Loopdidoo
- Louie (Zeichentrickserie)
- Jimmy Neutron
- mausi (Zeichentrickserie)
- mofy (Zeichentrickserie)
- mouk
- Unsere kleinen Damen und Herren
- Noddy
- Peppa Wutz
- Peter Hase
- Petz Club
- pingu
- Pucca
- Sid the Science Kid
- Space Racers
- Teletoon Advance
- Tilly and Friends
- Trucktown
- Trotro